# 梁与北魏的战争
梁与北魏的战争，503年（北魏景明四年，南梁天监二年）至527年（北魏孝昌三年，南梁大通元年），梁与北魏进行的战争。

## 过程

### 钟离、义阳之战
503年三月至504年三月，魏宣武帝元恪派任城王元澄率兵五万与南齐归顺的萧宝寅、陈伯之等并力进攻梁朝钟离（今安徽省凤阳县东北），镇南将军元英进攻义阳（今河南信阳）。在钟离方向，魏军先后攻占颍川郡（今安徽省霍山县）、大岘（今安徽省含山县东北）、焦城（今安徽省嘉山县东北）等八城。在义阳方向，元英等先后攻占义阳、樊城等地。魏军由黄河两岸向长江北岸延伸。

### 天监北伐
505年（北魏正始二年）十月，梁武帝兴师北伐，以其弟萧宏为统帅，领军进驻洛口（今安徽省淮南市东北）。506年二月，梁将昌义之与魏将陈伯之在梁城（今安徽省淮南市田家庵附近）交战，失败。魏军最终攻占梁城，进淮阳城（今江苏清江西古泗水西岸）。四月，魏将元英率军十余万迎击梁军，至九月，魏军接连攻占淮阳、宿预（今江苏宿迁东南），萧宏得知魏军大举南下的消息，甚为恐惧，于是拒绝纳部将建议，不顾大军，落荒而逃，致梁军亡失近五万人。梁军在与魏军作战中也取得局部胜利，将韦叡和裴邃分别攻克北魏合肥、霍丘等地。

### 钟离之战
506年（梁天监五年）九月，梁帝命徐州刺史昌义之率军进屯钟离（今安徽省凤阳县东北）以抵御北魏军的南攻。507年春，魏宣武帝派元英率数十万大军进攻钟离。梁军针对魏军不习水战的弱点，采取坚城固守与外围增援、内外夹击的方针，大败魏军。钟离一战，魏軍损失25万余人，是刘宋来对北魏作战的一次大胜，对阻当北魏的进攻，稳定南北形勢起了重要作用。

### 三关之战
508年（梁天监七年），北魏郢州司马彭珍叛魏，并引梁军夺占义阳，同时，北魏武阳关、黄岘关、平靖关三关（位今河南罗山及信阳市南）守将也投降南梁。魏宣武帝令元英率领步骑兵3万人，在尚书邢峦支持下征讨叛将，复占义阳和三关。

### 朐山之战
511年，南梁琅琊人王万寿聚众起事，并杀南梁东莞、琅邪二郡太守，占据朐山（今江苏连云港西南海州区），投靠北魏，还请求北魏接管。为此，梁、魏两军在朐山展开了争夺战。至是年底，因朐山城内魏军粮草耗尽，守将叛变，梁军乘机攻城，大败魏军。

### 益州之战
514年（北魏延昌三年）十月，魏军发动了进攻益州（治今四川成都北）的战争，魏宣武帝以司徒高肇为大将军、平蜀大部督、率步骑兵十五万人南攻。515年二月，梁武帝派宁州刺史任太洪自阴平（今四川江油东北）小道进至魏军所占晋寿（今四川省广元市南）以北的北益州（今四川青川县东北）境内，组织氏族百姓断绝魏军粮道，又乘魏军北撤之际，設兵追击，连破魏军。进围白水关城（今四川青川县东北）时将傅竖眼统军姜喜等进攻任太洪，大破之。任太洪退走。魏军因宣武帝崩，无心恋战，于是撤军。

### 硖石之战
515年九月，南梁游击将军赵祖悦领兵袭占北魏西硖口（淮水对岸山上筑有二城，统称硖石，在西岸者称西硖石，今安徽省凤台县西南）。十二月，魏将崔亮率军攻打硖石，进围月余不克。516年二月，魏将李平督各路大军水陆并进，攻峡石。南梁守将出降，魏军复占硖石。

### 北魏衰落
521年（北魏正光二年），梁武帝派兵征讨降魏将领文僧明和田守德，一举夺回义州（今河南商城西）。524年底，梁军夺占三关，进围郢州（治今河南信阳），后因北魏援军到达，未克，结束对郢州的包围。在此前后，北魏因镇压六镇、关陇、河北、山东等地民乱，致国力削弱自顾不暇。南梁乘此机会，发动了攻魏的作战。527年（梁大通元年），南梁领军将军曹仲宗、东宫直阁陈庆之联兵进攻北魏涡阳。魏军在梁军营后筑十三座城堡，企图控制梁军。陈庆之夜袭，连克魏军四座城堡，其余9座溃败，涡阳守将降梁。涡阳一战，魏军全军覆没。此后，北魏衰落。其后又有陳慶之北伐。